# 室町 (池田市)
室町（むろまち）は、大阪府池田市の町名。令和3年3月31日現在における世帯数は740、人口1,547人で内男性684人・女性863人。
箕面有馬電気軌道（現在の阪急電鉄）が開発し、阪神間モダニズムやその後の私鉄経営モデルの先駆けとなった高級住宅街の池田室町住宅の所在地として知られる。

## 地理
池田市西部に位置する。北は槻木町と栄町、東は呉服町、南は姫室町と桃園、西は猪名川を挟んで川西市小花とそれぞれ隣接している。丁番をもたない単独町名である。

### 地価
室町の地価は2023年（令和5年）1月1日の公示地価によれば室町9-7の地点で29万5,000円/m2となっている。

## 歴史
「池田室町住宅地」として、1910年（明治43年）に箕面有馬電気軌道（現・阪急電鉄）により開発された日本初の鉄道会社による分譲住宅地である。大区画の戸建タイプの分譲住宅地で、古くからある呉服神社を中心にして、神社と軸線をずらした区画レイアウトを行っている。
緑豊かな北摂山系の五月山を背景に、猪名川に挟まれた美しい景観を形成する池田は住宅地に最適な立地であった。郊外居住という観念の喧伝のため、「模範的郊外生活」という生活スタイルを提唱した。そのために、鉄道会社が購買部と呼ばれるマーケットや店舗商店、公園のほかに果樹園、さらには玉突台のある社交倶楽部まで中心街に設置している。また居住者組織として電鉄関係者によって「室町委員会」を結成、後に「室町会」へと継承する。1950年に室町会は社団法人化、現在コミュニティ活動をおこないながら2005年には、「池田室町住民憲章」を制定。同地に住民憲章制定を記念し碑を建立している。
日本の郊外住宅地については、それまでには郊外別荘開発か、阪神電気鉄道による借地経営が行われていた。池田室町は、都心に勤務するサラリーマンが住まう住居地として整備するため、初めて割賦での販売を実施。こうした種類の住宅地開発としては日本最初の事例とされている。 

## 開発の背景
1910年（明治43年）、小林一三の発案によって開発された。開通当初の阪急宝塚線は、池田や豊中を除くと大半が農村地帯である地域を走り、「みみず電車」と揶揄されるほど乗客需要を見込める路線でなかった。小林は、輸送需要を増やすためには住宅地経営が不可欠であると考え、鉄道の開業に先立ち沿線予定地を広く買収していた。
当時の大阪には企業が集中し、「東洋のマンチェスター」と称されるほどの勢いで工業都市に変貌していた。しかし同時に、大気汚染や騒音、水質汚濁などの公害が問題となった。急速な産業の発展に伴う生活環境の悪化は、「煙の都」とまで呼ばれるほどの深刻なものとなった。小林は1909年（明治42年）発行の住宅案内パンフレット『住宅御案内 如何なる土地を選ぶべきか・如何なる家屋に住むべきか』において、「美しき水の都は夢と消えて、空暗き煙の都に住む不幸なる我が大阪市民諸君よ！」と呼びかけ、郊外によって生活環境が悪化した大阪を離れ、田園での優雅で健康的な生活ができる郊外居住をアピールした。
また同パンフレットにおいて、模範的郊外生活としての人為的設備面が以下のように挙げられている。
　人為的設備面
1. 完全なる道路を設け両側に樹木を植ゆること
2. 一戸建ての家屋を建築すること
3. 庭園を広くすること
4. 電灯の設備あること
5. 溝薬下水等衛生的設備を十分ならしむること
6. 会社直営の購買組合を設け、物資の供給を廉売ならしむること
7. 娯楽機関として倶楽部を新築し、玉突台其他の設備を完全ならしむること
8. 公園及花樹園を設け花奔盆栽園芸趣味を普及ならしむること
9. 床屋、西洋洗濯等日常必要なる店舗を設置せしむること

小林は、石垣と大きな生け垣に囲まれた宅地、水路や本立の緑につつまれた道が続く風景が住宅地としてのレベルの高さを示しており、阪神間の住宅地の特徴でもあると指摘している。

## 街並みとイメージ
100～150坪を基本とした大きな敷地と区画整理された町割り、石垣や生垣を持つ屋敷が立ち並ぶ、当時としては先進的なモダンな街並みが広がった。住宅は、木造住宅から個性的な注文住宅まで立ち並び、通りごとに異なる表情となるように計画された。現在も住宅地としての人気は高く、開発当時の街並みを残した住宅街が形成されている。
駅南側の整備された区画にとどまらず、高級住宅街としてのイメージは池田市全体に広まった。小林一三自身の邸宅・雅俗山荘を皮切りに、塩野義三郎などの実業家が邸宅を構えた。池田室町住宅に続き、池田土地によって開発された満寿美住宅経営地（現・満寿美町）は、高級住宅地として大阪の富裕層を中心に評判を高め、これらが池田の住宅街としてのブランドを築いた。

## 交通

### 鉄道
- 阪急宝塚本線池田駅下車 西へすぐ

## 施設
- 池田中央市場
- 呉服神社
- 学校法人室町幼稚園